# السماع الطبيعي (أرسطو)
السماع الطبيعي أو الطبيعة هو كتاب من تصنيف أرسطوطاليس، ويعتبر كتابه الرئيسي في الطبيعيات.
يقع في ثمان مقالات. نقل الكتاب إلى العربي ضمن حركة الترجمة من قبل إسحق بن حنين. كما شرحه عدد من الفلاسفة المسلمون منهم أبو نصر الفارابي وابن الهيثم.
أما في العصر الحديث، فقد ترجم أحمد لطفي السيد الكتاب عن الفرنسية وعنوانها «علم الطبيعة»، وقد أعادت الهيئة المصرية للكتاب طبع هذه الترجمة سنة ٢٠٠٨ م. وفي سنة ١٩٩٨ م صدرت ترجمة جديدة لعبد القادر قينيني (عن الإنكليزية)، عنوانها «الفيزياء، السماع الطبيعي».